# Oudedijk (Het Hogeland)
Oudedijk is een streekje onder Pieterburen in de gemeente Het Hogeland in de Nederlandse provincie Groningen. Het ligt direct ten noorden van Pieterburen. Iets naar het oosten ligt langs dezelfde dijk het gehucht Kaakhorn (onder Westernieland), iets naar het westen stond vroeger de borg Dijksterhuis. Het streekje stond vroeger samen met Kaakhorn bekend als Dijkstreek. Begin 20e eeuw werd de naam Dijkstreek alleen nog voor Oudedijk gebruikt.
De zeeborg, de vroeg-13e-eeuwse dijk waarnaar het streekje genoemd is, ligt inmiddels een flink eind van de Waddenzee. Ten noorden van de oude dijk zijn nadien nog twee dijken aangelegd.

## Boerderijen
In het streekje staan een vijftal boerderijen. De meest oostelijke is boerderij Themaheerdt (Oudedijk 2), de boerderij met de oudste papieren van het streekje: Deze kop-hals-rompboerderij wordt reeds genoemd in het Cartularium van het Klooster Selwerd in 1474, toen Hoijke Thema of Thedema er woonde. De boerderij werd in 1885 herbouwd na een brand. Ten westen daarvan staat boerderij 'Hoogheemsterheerd' (Oudedijk 11), waarvan de vrijstaande woning werd gebouwd in 1964. De oude boerderij met het woonhuis uit 1855 werd toen afgebroken. Bij de boerderij staan twee oudere schuren en een arbeiderswoning uit 1906. De kop-hals-rompboerderij ten westen hiervan (Oudedijk 13) dateert uit 1864. Op deze boerderij woonde onder andere landbouwkundige en professor Luitje Broekema ('vader van de Wageningse plantenveredeling'). De vierde boerderij is 'Klinkenborgh' (Oudedijk 15), die oorspronkelijk iets westelijker stond, maar die in 1837 werd verplaatst naar de huidige plek. De schuren dateren uit dat jaar. Het woonhuis werd herbouwd als villa in 1924. De meest westelijke boerderij (Oudedijk 19) is wederom een kop-hals-rompboerderij, waarvan het voorhuis uit 1801 dateert. In 1893 brandden de schuren echter af door een blikseminslag en werden herbouwd. Ten westen van deze boerderij ligt een kolk, die ontstond als gevolg van de Kerstvloed van 1717. Een andere kolk ten noordwesten van de boerderij is in de loop der jaren gedempt.
Iets ten oosten van Oudedijk staat tegen Kaakhorn aan de oostelijkste en zesde boerderij (Oudedijk 1), een oldambtster boerderij uit 1876 met voor Noord-Groningen karakteristieke hoge ramen boven de voordeur. De bijschuur is van de vorige boerderij die hier stond.

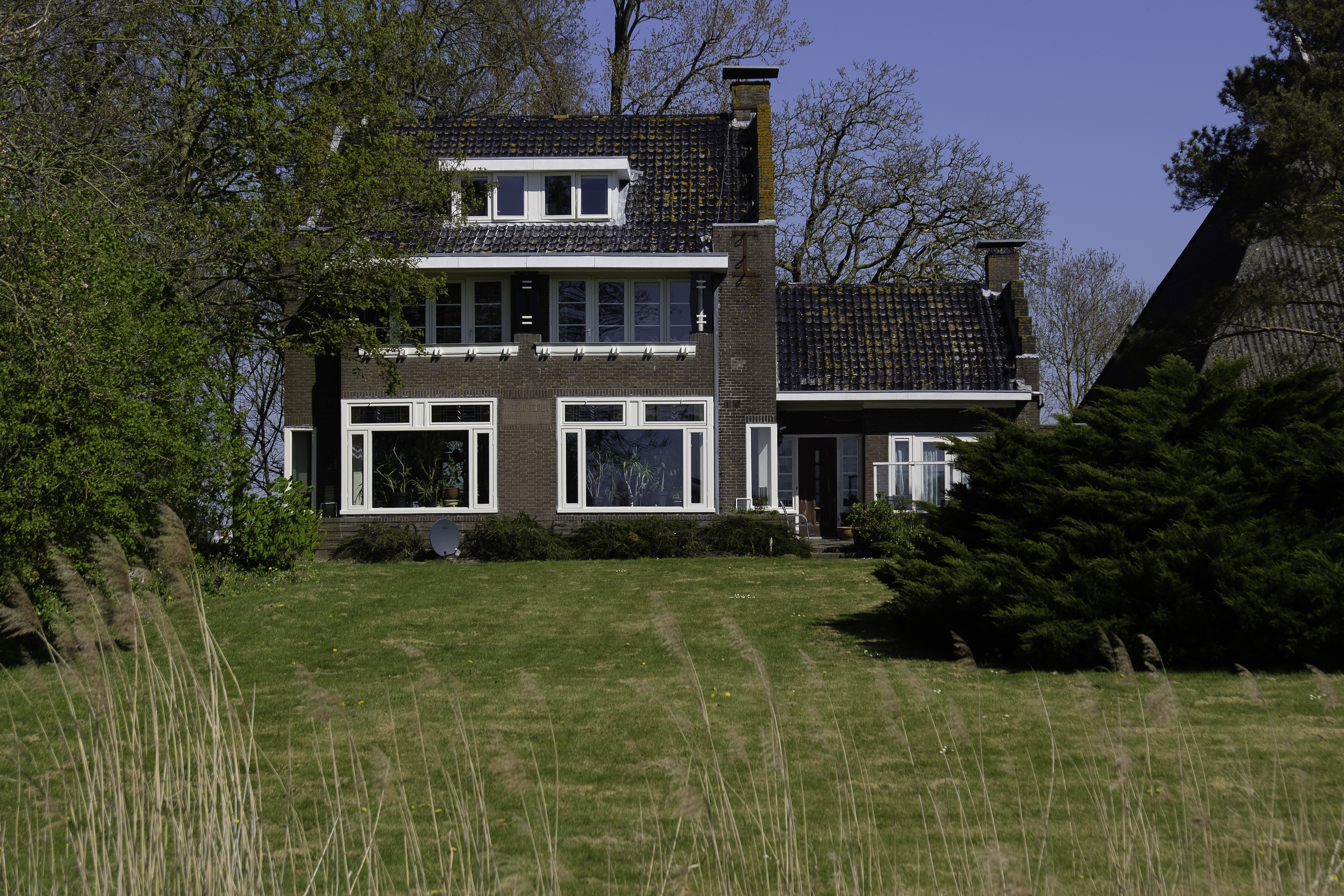
Boerderij Themaheerdt op nr. 2 uit 1885
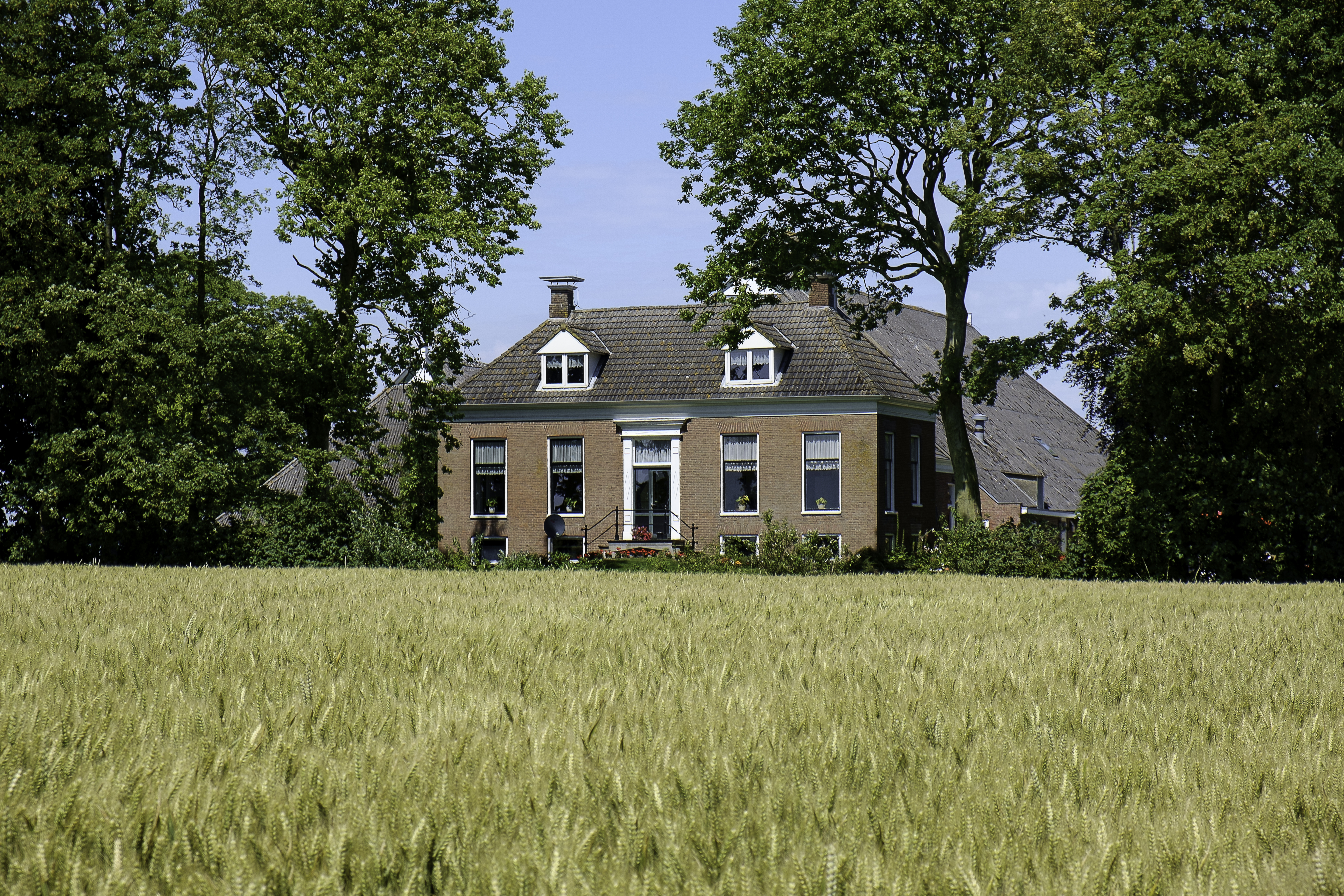
Boerderij op nr. 13 uit 1864
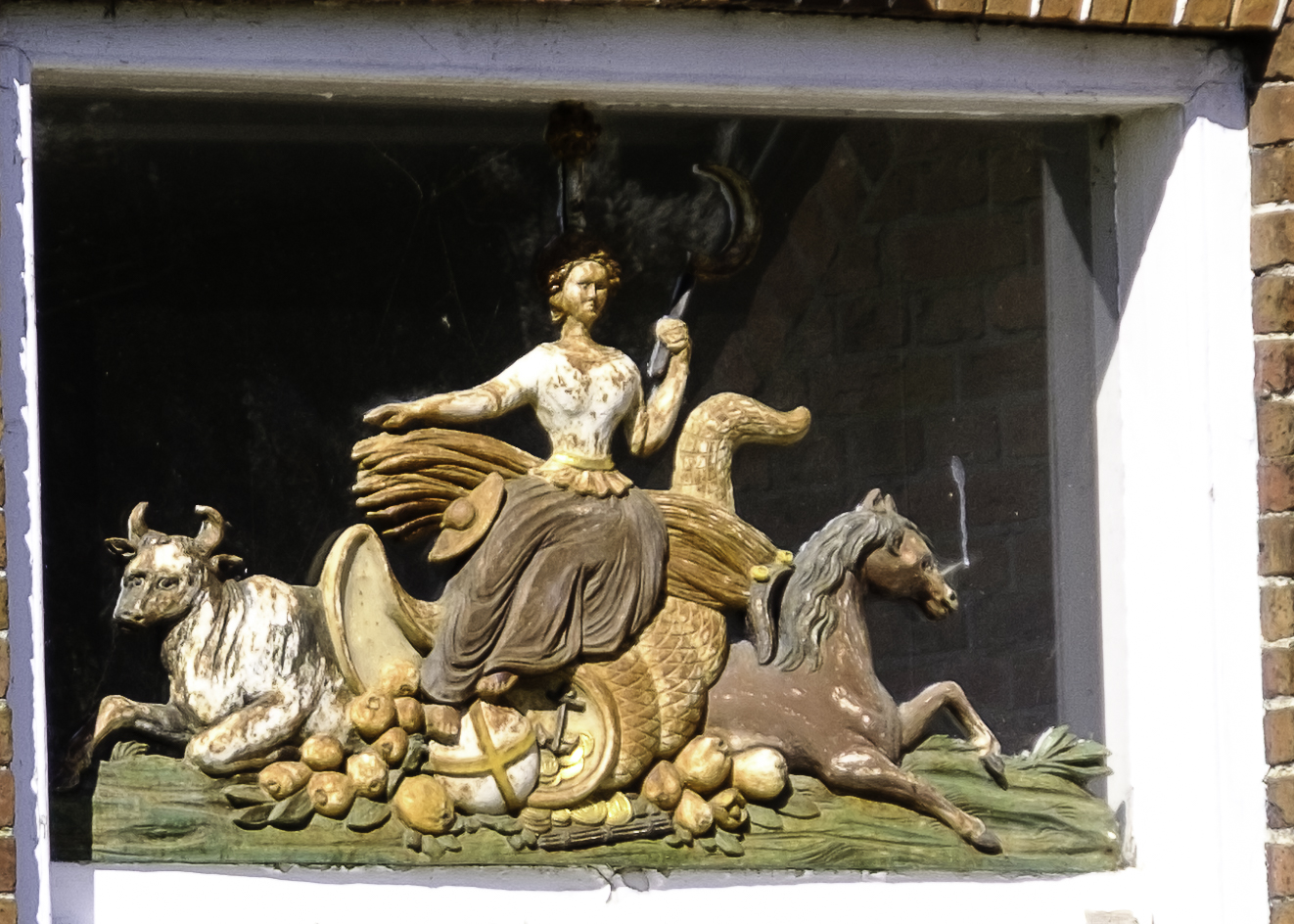
Bovenlicht boven de ingang van nr. 13 met de beeltenis van akkerbouwgodin Ceres
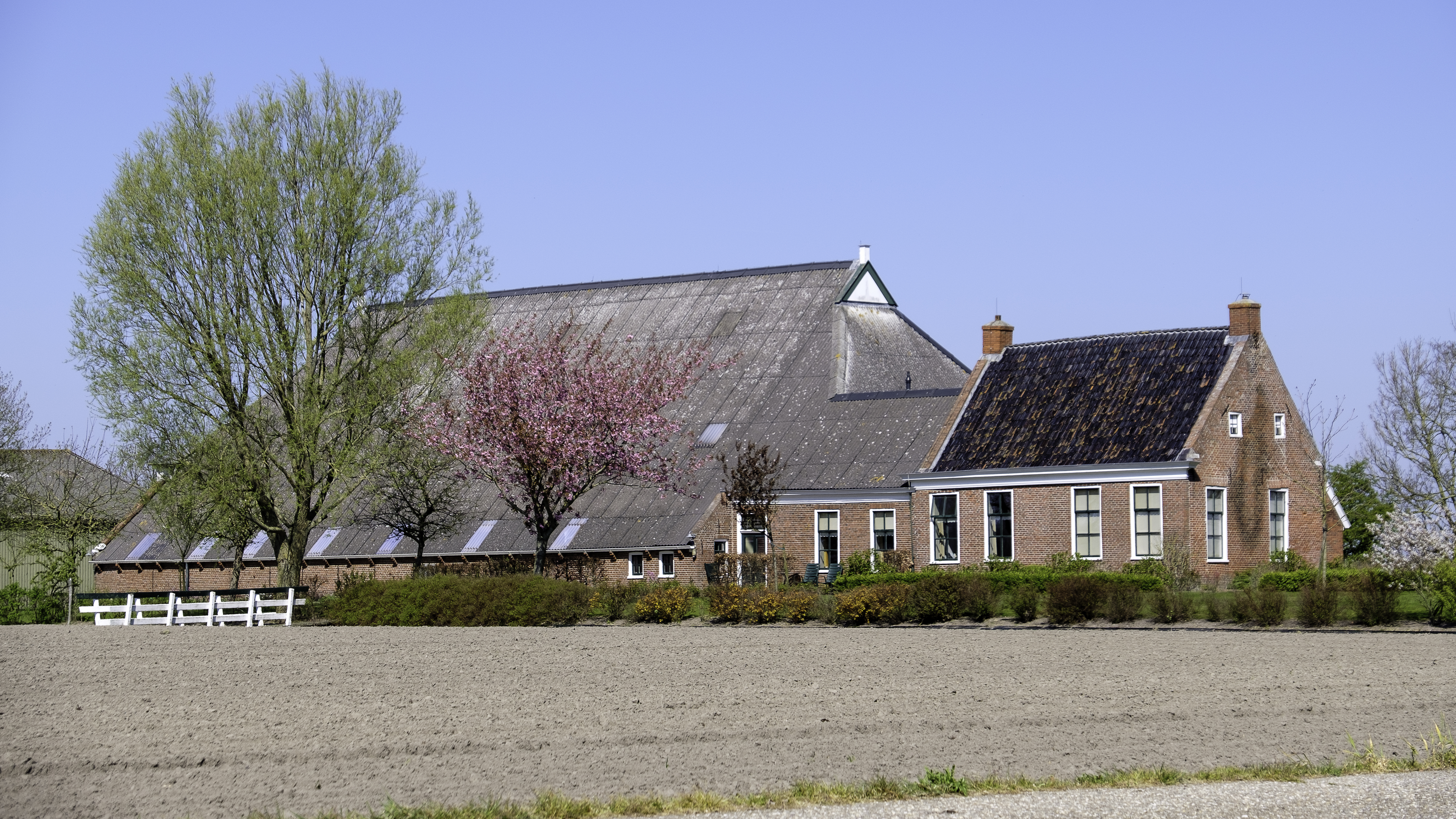
Boerderij Bolt op nr. 19 uit 1801

Hoofdplaats: Uithuizen

Dorpen: Adorp · Den Andel · Baflo · Bedum · Eenrum · Eppenhuizen · Hornhuizen · Houwerzijl · Kantens · Kloosterburen · 't Lage van de Weg · Lauwersoog · Leens · Leenstertillen · Lutjewolde · Mensingeweer · Molenrij · Niekerk · Noordwolde · Oldenzijl · Onderdendam · Onderwierum · Oosteinde · Oosternieland · Pieterburen · Rasquert · Rodewolt · Roodeschool · Rottum · Saaxumhuizen · Sauwerd · Startenhuizen (deels) · Stitswerd · Tinallinge · Uithuizermeeden · Ulrum · Usquert · Vliedorp · Vierhuizen · Warffum · Warfhuizen · Wehe-den Hoorn · Westerdijkshorn · Westernieland · Wetsinge · Winsum · Zandeweer · Zoutkamp · Zuidwolde · Zuurdijk

Buurtschappen, gehuchten, wierden en buurten: 1e Nijhoezen · 2e Nijhoezen · 't Aagt · Abbeweer · Alinghuizen · Arwerd · Barnegaten · Bellingeweer · Bethlehem · Beusum · Bokum · Breede · Broek · Het Bultje · De Dingen · De Raken · De Vennen · Den Haver · Deikum · Doodstil · Douwen · Duisterwinkel · Eelswerd · Eemshaven · Elens · Ellerhuizen · Ernstheem · Ewer · Grijssloot · Groot Maarslag · Groot Wetsinge · De Haar · Hammeland · Den Hander · Harssens · Hefswal · Hekkum · Helwerd · Heuvelderij · Hiddingezijl · Holwinde · De Hoogte · De Horn · De Houw · 't Houweel · De Hucht · Kaakhorn · Katershorn · Kattenburg · Klei · Kleine Huisjes · Klein Garnwerd · Klein Maarslag · Klein Wetsinge · Kolham · Koningslaagte · Koningsoord · De Knijp · Kruisweg · Lutje Marne · Lutke Saaxum · Maarhuizen · (Marnehuizen) · Menkeweer · Menneweer · Midhalm · Midhuizen · Mollenhuizen · Nijenklooster · Noordpolder · Noordpolderzijl · Obergum · Oldenzijl · Oldorp · Oosterhorn · Oosterhuizen (Eenrum) · Oosterhuizen (Zuidwolde) · Oudedijk · Oudeschip · Paapstil · Panser · Plattenburg · Polen · Ranum · Reidland · Roodehaan · Schapehals · Schaphalsterzijl · Schilligeham · Schouwen · Schouwerzijl · Sint Annerhuisjes · 't Stort · De Streek · Takkebos · Ter Laan · Tijum · Valcum · Valom · Wadwerd · Walsweer · Westerhorn (De Marne) · Westerhorn (Hogeland) · Westerklooster · Westpolder · Wierhuizen · Wierum · 't Wildeveld · Willemsstreek · Zevenhuizen